# 大官湖
大官湖是一个位于中国安徽省宿松县、望江县的湖泊，面积约为261平方千米，蓄水量约为34000万立方米。